# Morti nel 1992/Luglio
| Questa pagina contiene informazioni ricavate automaticamente dalle voci biografiche con l'ausilio del template Bio e di un bot. L'aggiornamento è periodico e automatico e ricostruisce completamente la pagina. Se manca una persona in questa lista, sei pregato di non aggiungerla, ma accertati piuttosto che la sua voce biografica contenga il template Bio e che i dati anagrafici siano correttamente compilati. Se il template Bio manca, inseriscilo tu stesso o, in alternativa, metti l'avviso {{tmp\|Bio}} che ne segnala la mancanza. Se i dati riportati sono sbagliati, correggi direttamente la voce biografica; le modifiche saranno visibili in questa lista entro pochi giorni. Per chiarimenti vedi il progetto biografie. La lista contiene solo le 113 persone che sono citate nell'enciclopedia e per le quali è stato implementato correttamente il template Bio. Pagina aggiornata al 3 mar 2024. |

- 1º luglio - Franco Cristaldi, sceneggiatore e produttore cinematografico italiano (n. 1924)
- 1º luglio - Uncle Elmer, wrestler statunitense (n. 1937)
- 2 luglio - Charles F. Brannan, politico statunitense (n. 1903)
- 2 luglio - Camarón de la Isla, cantante spagnolo (n. 1950)
- 2 luglio - Borislav Pekić, scrittore, drammaturgo e sceneggiatore serbo (n. 1930)
- 3 luglio - Ljudmila Celikovskaja, attrice sovietica (n. 1919)
- 3 luglio - Maurice Le Lannou, geografo francese (n. 1906)
- 3 luglio - Luigi Marchisio, ciclista su strada italiano (n. 1909)
- 3 luglio - Enzo Matteucci, calciatore e allenatore di calcio italiano (n. 1933)
- 3 luglio - Guido Rispoli, politico italiano (n. 1893)
- 4 luglio - Slavko Luštica, calciatore e allenatore di calcio jugoslavo (n. 1923)
- 4 luglio - Francis Perrin, fisico francese (n. 1901)
- 4 luglio - Astor Piazzolla, musicista, compositore e arrangiatore argentino (n. 1921)
- 4 luglio - Sterling Saint Jacques, cantante, attore e modello statunitense (n. 1957)
- 5 luglio - Georgia Brown, attrice e cantante britannica (n. 1933)
- 5 luglio - Andrés Zólyomy, allenatore di pallanuoto ungherese (n. 1913)
- 6 luglio - Gino Gorla, giurista italiano (n. 1906)
- 6 luglio - Bryan Guinness, II barone Moyne, nobile, avvocato e poeta britannico (n. 1905)
- 6 luglio - Marsha P. Johnson, attivista statunitense (n. 1945)
- 6 luglio - Vsevolod Safonov, attore sovietico (n. 1926)
- 7 luglio - Joseph Barthel, mezzofondista e politico lussemburghese (n. 1927)
- 7 luglio - Giovanni Carnicella, politico italiano (n. 1949)
- 7 luglio - Clint Frank, giocatore di football americano statunitense (n. 1915)
- 7 luglio - Dante Graziosi, politico, scrittore e partigiano italiano (n. 1915)
- 7 luglio - Piero Treves, storico, critico letterario e giornalista italiano (n. 1911)
- 8 luglio - Giacomo Conti, bobbista italiano (n. 1918)
- 8 luglio - Vernon Smith, cestista statunitense (n. 1959)
- 8 luglio - Zoltán Soós-Ruszka Hradetzky, tiratore a segno ungherese (n. 1902)
- 9 luglio - Kelvin Coe, danzatore australiano (n. 1946)
- 9 luglio - Raimundo Fernández-Cuesta, politico e diplomatico spagnolo (n. 1896)
- 9 luglio - Maria Signorelli, scenografa e costumista italiana (n. 1908)
- 10 luglio - Ioan Bogdan, calciatore e allenatore di calcio rumeno (n. 1915)
- 10 luglio - Małgorzata Kozera, cestista polacca (n. 1961)
- 10 luglio - Antonio Trinetti, fantino italiano (n. 1936)
- 11 luglio - Munroe Bourne, nuotatore canadese (n. 1910)
- 11 luglio - Deng Yingchao, politica cinese (n. 1904)
- 11 luglio - Constantin Pârvulescu, politico rumeno (n. 1895)
- 11 luglio - Sergio Quoiani, calciatore italiano (n. 1927)
- 12 luglio - Hamid Reza Pahlavi, principe iraniano (n. 1932)
- 12 luglio - Mariechen Wehselau, nuotatrice statunitense (n. 1906)
- 12 luglio - Tina Xeo, attrice italiana (n. 1902)
- 13 luglio - Giovanni Battista Breda, schermidore italiano (n. 1931)
- 13 luglio - Heinrich Eberbach, generale tedesco (n. 1895)
- 13 luglio - Antonio Marceglia, militare italiano (n. 1915)
- 13 luglio - Georgij Viktorovič Skrockij, fisico russo (n. 1915)
- 13 luglio - Alex Wojciechowicz, giocatore di football americano statunitense (n. 1915)
- 14 luglio - Luciano De Vita, pittore, incisore e scenografo italiano (n. 1929)
- 14 luglio - Thomas Hicks, bobbista statunitense (n. 1918)
- 14 luglio - Shōgō Kuniba, artista marziale giapponese (n. 1935)
- 15 luglio - Hammer DeRoburt, politico nauruano (n. 1922)
- 16 luglio - Buck Buchanan, giocatore di football americano statunitense (n. 1940)
- 16 luglio - Enrico Garzelli, canottiere italiano (n. 1909)
- 16 luglio - Gianni Magni, attore, cantante e cabarettista italiano (n. 1941)
- 16 luglio - Tat'jana Ivanovna Pel'tcer, attrice russa (n. 1904)
- 16 luglio - Francesca Serio, attivista italiana (n. 1903)
- 17 luglio - Kanan Devi, attrice indiana (n. 1916)
- 17 luglio - Larry Roberts, doppiatore statunitense (n. 1926)
- 17 luglio - Fëdor Ivanovič Samochin, scrittore, giornalista e traduttore russo (n. 1918)
- 18 luglio - Pierce Brodkorb, ornitologo e paleontologo statunitense (n. 1908)
- 18 luglio - Ben Kniest, pallanuotista olandese (n. 1927)
- 18 luglio - Giuseppe Paupini, cardinale e arcivescovo cattolico italiano (n. 1907)
- 19 luglio - Paolo Borsellino, magistrato italiano (n. 1940)
- 19 luglio - Agostino Catalano, poliziotto italiano (n. 1949)
- 19 luglio - Walter Eddie Cosina, poliziotto italiano (n. 1961)
- 19 luglio - Marcello Durante, linguista e glottologo italiano (n. 1923)
- 19 luglio - Vincenzo Li Muli, poliziotto italiano (n. 1970)
- 19 luglio - Emanuela Loi, poliziotta italiana (n. 1967)
- 19 luglio - Allen Newell, psicologo, informatico e matematico statunitense (n. 1927)
- 19 luglio - Jacques Pras, ciclista su strada francese (n. 1924)
- 19 luglio - Claudio Traina, poliziotto italiano (n. 1965)
- 20 luglio - John Bratby, pittore e scrittore britannico (n. 1928)
- 20 luglio - Nikita Tjagunov, regista sovietico (n. 1953)
- 21 luglio - Mario Boyé, calciatore e attore argentino (n. 1922)
- 21 luglio - José Manuel Urtain, pugile spagnolo (n. 1943)
- 21 luglio - Ernst Schäfer, ornitologo e zoologo tedesco (n. 1910)
- 21 luglio - Helmut Seibt, pattinatore artistico su ghiaccio austriaco (n. 1929)
- 21 luglio - Hovhannes Zardaryan, artista armeno (n. 1918)
- 22 luglio - Luigi Salerno, storico dell'arte italiano (n. 1924)
- 22 luglio - David Wojnarowicz, artista, fotografo e scrittore statunitense (n. 1954)
- 23 luglio - Arletty, attrice francese (n. 1898)
- 23 luglio - Sulayman Farangiyye, politico libanese (n. 1910)
- 23 luglio - Dmitrij Ivanovič Maevskij, pittore russo (n. 1917)
- 23 luglio - Rosemary Sutcliff, scrittrice inglese (n. 1920)
- 24 luglio - Gavriil Abramovič Ilizarov, medico sovietico (n. 1921)
- 24 luglio - Pietro Magni, calciatore e allenatore di calcio italiano (n. 1919)
- 25 luglio - Alfred Drake, attore e cantante statunitense (n. 1914)
- 25 luglio - Luc Estang, scrittore francese (n. 1911)
- 25 luglio - Ottorino Quaglierini, canottiere italiano (n. 1915)
- 25 luglio - Alexis Rassine, ballerino lituano (n. 1919)
- 25 luglio - Vittorio Sanipoli, attore e doppiatore italiano (n. 1915)
- 25 luglio - Gary Windo, sassofonista, clarinettista e compositore britannico (n. 1941)
- 26 luglio - Rita Atria,  italiana (n. 1974)
- 26 luglio - Ricardo Pérez Godoy, generale e politico peruviano (n. 1905)
- 26 luglio - Mary Wells, cantante statunitense (n. 1943)
- 27 luglio - Livio Jannattoni, scrittore e giornalista italiano (n. 1916)
- 27 luglio - Amjad Khan, attore e regista indiano (n. 1940)
- 27 luglio - Giovanni Lizzio, poliziotto italiano (n. 1947)
- 27 luglio - Anthony Salerno, mafioso statunitense (n. 1911)
- 27 luglio - Ferdinand Wenauer, calciatore tedesco (n. 1939)
- 28 luglio - Isabella Di Resta, architetto italiano (n. 1941)
- 28 luglio - Paolo Strano, funzionario e prefetto italiano (n. 1907)
- 29 luglio - Marcel Janssens, ciclista su strada belga (n. 1931)
- 29 luglio - Michel Larocque, hockeista su ghiaccio e dirigente sportivo canadese (n. 1952)
- 29 luglio - Aristodemo Maniera, politico e partigiano italiano (n. 1903)
- 29 luglio - Ed Ocampo, cestista e allenatore di pallacanestro filippino (n. 1938)
- 29 luglio - Dominik Smole, scrittore e drammaturgo jugoslavo (n. 1929)
- 30 luglio - Giuseppe Brignole, militare e ufficiale italiano (n. 1906)
- 30 luglio - Bo Lindman, pentatleta e schermidore svedese (n. 1899)
- 30 luglio - Brenda Marshall, attrice statunitense (n. 1915)
- 30 luglio - Joe Shuster, fumettista canadese (n. 1914)
- 31 luglio - Alessandro Ambrosini, magistrato italiano (n. 1891)
- 31 luglio - Paul Arnold, storico, giudice e scrittore francese (n. 1909)
- 31 luglio - Ralph Strait, attore statunitense (n. 1936)